# Ilana Cicurel
Ilana Cicurel (8 de fevereiro de 1972) é uma advogada e política francesa de Renascimento (RE); também é membro do Parlamento Europeu desde 2020.

## Carreira política

### Carreira na política nacional
Em 2017, Cicurel perdeu por uma margem muito curta nas eleições legislativas francesas de 2017.
Desde novembro de 2017, Cicurel faz parte do conselho executivo do LREM sob a liderança dos sucessivos presidentes do partido, Christophe Castaner e Stanislas Guerini.

### Membro do Parlamento Europeu, 2019 - presente
Nas eleições europeias de 2019, Cicurel ficou na 23ª posição na lista do partido Renascimento. Após o Brexit, ela ingressou no Parlamento Europeu, quando as cadeiras dos membros do Reino Unido foram transferidas para outros países. No parlamento, desde então ela tem servido na Comissão de Cultura e Educação. Além da suas atribuições na comissão, ela faz parte da delegação do parlamento para as relações com Israel.